# Dimitrie Cantemir (film sovietic)
Dimitrie Cantemir (în rusă Дмитрий Кантемир) este un film sovietic istoric și de aventură din 1973, regizat de Vlad Ioviță și Vitali Kalașnikov, cu Mihai Volontir în rolul domnitorului moldovean. Produs de studioul Moldova-Film, a fost dublat în rusă la studioul de film Lenfilm.
Premiera filmului în URSS a avut loc la Moscova, la 16 septembrie 1974. A primit diploma „Pentru oglindirea temei istorice” la Festivalul Unional de Film de la Baku (RSS Azeră, ediția VII-a, 1974).  

## Rezumat
Filmul se concentrează pe Campania de la Prut în Principatul Moldova, din vara anului 1711, a armatei ruse de sub conducerea personală a mareșalului Boris Șeremetev împotriva Imperiului otoman în timpul Războiului ruso-turc din 1710-1711. După conflict, Moldova a redevenit vasal al Imperiului otoman, în timp ce domnitorul Moldovei, Dimitrie Cantemir, se refugiază la Moscova , iar Tratatul de la Luțk a fost anulat.

## Lansare
A fost lansat în anul 1974 și a avut parte de succes comercial, fiind vizionat de 11,7 milioane de spectatori în cinematografele din Uniunea Sovietică.